# Verwaltungsgliederung von Wales
Die Verwaltungsgliederung von Wales lässt sich in drei Phasen einteilen. Zwischen 1889 und 1974 bestand die klassische Verwaltungsgliederung in Countys und County Boroughs. Von 1974 bis 1996 folgte eine Einteilung in neugeschaffene Countys, die in Districts untergliedert waren. Seit 1996 ist die Verwaltung in Wales einstufig strukturiert und es bestehen 22 Principal Areas.

## Verwaltungsgliederung von Wales bis 1974

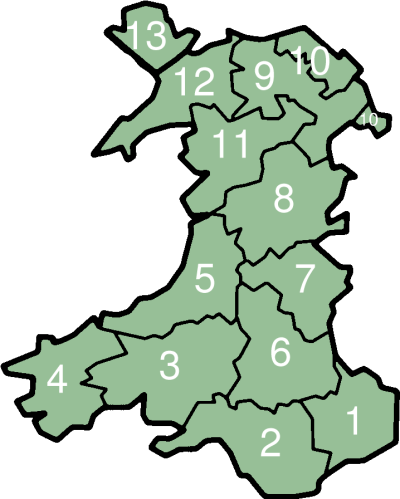
Verwaltungsgliederung von Wales bis 1974: 13 Grafschaften

Bis 1974 war Wales in dreizehn Verwaltungsgrafschaften eingeteilt:
1. Monmouthshire (Sir Fynwy)
2. Glamorgan (Sir Forgannwg)
3. Carmarthenshire (Sir Gaerfyrddin)
4. Pembrokeshire (Sir Benfro)
5. Cardiganshire (Sir Aberteifi oder Ceredigion)
6. Brecknockshire (Sir Frycheiniog)
7. Radnorshire (Sir Faesyfed)
8. Montgomeryshire (Sir Faldwyn)
9. Denbighshire (Sir Ddinbych)
10. Flintshire (Sir y Fflint)
11. Merionethshire (Sir Feirionnydd)
12. Caernarfonshire (Sir Gaernarfon)
13. Anglesey (Sir Fôn)

Dazu kamen die verwaltungstechnisch eigenständigen County Boroughs Cardiff, Swansea und Merthyr Tydfil (alle in Glamorgan) sowie  Newport in Monmouthshire.
- Karte der Verwaltungseinheiten vor 1974

## Verwaltungsgliederung von Wales 1974 bis 1996
Zwischen 1974 und 1996 gab es in Wales acht Countys, die sich in Districts unterteilten („zweistufige Verwaltung“). Diese acht Countys waren bei der Neuorganisation der Kommunalverwaltung 1974 anstelle der 1888 eingerichteten dreizehn alten Countys und der vier County Boroughs (Cardiff, Swansea, Merthyr Tydfil und Newport) geschaffen worden. Den Countys wurden alle walisische Bezeichnungen gegeben. Lediglich die Glamorgan-Counties erhielten englische Namen.
1. Gwent
2. South Glamorgan (De Morgannwg)
3. Mid Glamorgan (Canol Morgannwg)

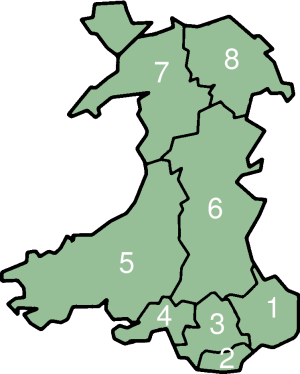
Verwaltungsgliederung von Wales 1974–1996: 8 Counties

4. West Glamorgan (Gorllewin Morgannwg)
5. Dyfed
6. Powys
7. Gwynedd
8. Clwyd

Die acht Countys waren in Districts unterteilt:
- Clwyd: Alyn and Deeside, Colwyn, Delyn, Glyndwr, Rhuddlan, Wrexham Maelor
- Dyfed: Carmarthen, Ceredigion, Dinefwr, Llanelli, Preseli Pembrokeshire, South Pembrokeshire
- Gwent: Blaenau Gwent, Islwyn, Monmouth, Newport, Torfaen
- Gwynedd: Aberconwy, Arfon, Dwyfor, Meirionnydd, Anglesey
- Mid Glamorgan: Cynon Valley, Ogwr, Merthyr Tydfil, Rhondda, Rhymney Valley, Taff–Ely
- Powys: Brecon, Montgomery, Radnor
- South Glamorgan: Cardiff, Vale of Glamorgan
- West Glamorgan: Lliw Valley, Neath, Port Talbot, Swansea

## Heutige Verwaltungsgliederung von Wales
Die derzeitige Verwaltungsstruktur in Wales wurde am 1. April 1996 eingeführt und teilt Wales in 22 Principal Areas, dies sind Verwaltungsbezirke, die für alle lokalen Verwaltungsaufgaben zuständig sind. Es gibt keine mittlere Verwaltungsebene über ihnen, so dass man in Wales von einer „einstufigen Verwaltung“ spricht. Diese Verwaltungseinheiten sind mit den Unitary Authorities in England vergleichbar. Die 22 Principal Areas haben zwar alle den gleichen Verwaltungsstatus, führen jedoch aufgrund ihrer Geschichte bzw. ihrer Größe unterschiedliche Bezeichnungen, so führen neun den Titel County, zehn den Titel County Borough, eine den Titel City sowie zwei den Titel  City and County.
Wales besitzt seit 1998 ein Parlament mit beschränkten Befugnissen, das walisische Parlament (Welsh Parliament).
Wo die englische Bezeichnung von der walisischen abweicht, ist die walisische in der folgenden Liste zusätzlich angegeben:
| Principal Area                  | Walisischer Name         | Fläche (km²) | Einwohner (2018) | Dichte (2018) |
| ------------------------------- | ------------------------ | ------------ | ---------------- | ------------- |
| Blaenau Gwent 3                 |                          | 109          | 69.713           | 640           |
| Bridgend 3                      | Pen-y-bont ar Ogwr       | 246          | 144.876          | 589           |
| Caerphilly 3                    | Caerffili                | 278          | 181.019          | 651           |
| Cardiff 2                       | Caerdydd                 | 140          | 364.248          | 2.602         |
| Carmarthenshire                 | Sir Gaerfyrddin          | 2.370        | 187.588          | 79            |
| Ceredigion                      |                          | 1.795        | 72.992           | 41            |
| Conwy 3                         |                          | 1.130        | 117.181          | 104           |
| Denbighshire                    | Sir Ddinbych             | 844          | 95.330           | 113           |
| Flintshire                      | Sir y Fflint             | 438          | 155.593          | 355           |
| Gwynedd                         |                          | 2.535        | 124.178          | 49            |
| Isle of Anglesey                | Ynys Môn                 | 714          | 69.961           | 98            |
| Merthyr Tydfil County Borough 3 | Merthyr Tudful           | 111          | 60.183           | 542           |
| Monmouthshire                   | Sir Fynwy                | 850          | 94.142           | 111           |
| Neath Port Talbot 3             | Castell-nedd Port Talbot | 442          | 142.906          | 323           |
| Newport 1                       | Casnewydd                | 190          | 153.302          | 807           |
| Pembrokeshire                   | Sir Benfro               | 1.590        | 125.055          | 79            |
| Powys                           |                          | 5.180        | 132.447          | 26            |
| Rhondda Cynon Taf 3             |                          | 424          | 240.131          | 566           |
| Swansea 2                       | Abertawe                 | 378          | 246.466          | 652           |
| Torfaen 3                       |                          | 126          | 93.094           | 738           |
| Vale of Glamorgan 3             | Bro Morgannwg            | 335          | 132.165          | 395           |
| Wrexham 3                       | Wrecsam                  | 498          | 136.126          | 273           |

Verwaltungsgliederung von Wales: 22 Principal Areas

Zu zeremoniellen Zwecken ist Wales außerdem in acht Preserved Counties eingeteilt, die weitgehend den acht Counties entsprechen, die in Wales zwischen 1974 und 1996 bestanden. Jede der 22 Principal Areas ist einem Preserved County zugeordnet.